# Ebba von Sydow
Ebba Mary Matilda Kleberg von Sydow, född von Sydow den 18 februari 1981 i Älvsborgs församling, Göteborgs och Bohus län, är en svensk journalist, programledare, chefredaktör och författare.

## Biografi

### Uppväxt
Ebba von Sydow föddes i Göteborg och växte upp i stadsdelen Örgryte. Hon gick på Göteborgs högre samskola och studerade senare journalistik vid University of Massachusetts i Boston. Efter det bedrev hon under en tid juridikstudier för att därefter ägna sig åt journalistik på heltid.

### Karriär
von Sydow har arbetat som frilansjournalist, musikredaktör för SR P3 samt varit krönikör och modeansvarig för tidningen Expressen där hon även relanserat bilagan "Fredag" som ansvarig redaktör. I oktober 2005 blev hon chefredaktör på Veckorevyn som den yngsta chefredaktören där genom tiderna. I april 2007 blev hon chefredaktör för Veckorevyn.com, för att utveckla och forma en modell för att ta magasinet ut på nätet. 
von Sydow grundade och startade framgångsrikt bloggalan Blog Awards. 2009 övergick hon till att arbeta med andra projekt inom Bonnierkoncernen. I januari 2010 slutade von Sydow vid koncernen för en tjänst på SVT som innehållsansvarig redaktör och även programledare för Det kungliga bröllopet. Hösten 2010 blev hon programledare för Go'kväll i SVT samt för i uppdrag att arbeta med programutveckling inom SVT. Hösten 2010 sändes även modeprogrammet Ebbas stil på SVT. Hon var en av programledarna i SVT:s direktsändningar av Nobelfesten tre år i rad 2012–2014. 2015 slutade von Sydow på SVT. von Sydow har tävlat i På spåret tillsammans med Stefan Holm (2010–2011) och Anders Tegnell (2024–2025). von Sydow har flera gånger deltagit i Alla mot alla med Filip och Fredrik.   
von Sydow har tillsammans med Emilia de Poret skrivit boken Säker stil. Tillsammans driver de även Säker stil-podden. Utöver denna podd har von Sydow startat Ebbas Gravidpodd, vilken är en ljudvariant av Ebbas Gravidbok.

## Familj
von Sydow är dotter till skeppsmäklaren Oscar von Sydow (född 1950) och allmänläkaren Helen von Sydow (född Svärd 1952). Hennes farfar var skeppsredaren Kristian von Sydow (1917–2008) och hennes farfars far statsminister Oscar von Sydow. von Sydow är sedan 29 januari 2011 gift med Johan Kleberg och de har en dotter född 2011 och två söner födda 2013 respektive 2017.

### Källnoter
1. 1 2 3  Sveriges befolkning 2000, Sveriges Släktforskarförbund, 2020.[källa från Wikidata]
2. ↑  Vipåtv, 25 maj 2015, läs online.[källa från Wikidata]
3. ↑  Sveriges befolkning
2000:
von Sydow, Ebba Mary Matilda
(1981-02-18)
Försäkringskassan, uttag avseende 20001231 (2014)
4. ↑  Johansson, Anders (9 april 2010). ”Ebba von Sydow 16/4”. gp.se. http://www.gp.se/1.1000890. Läst 26 februari 2020.
5. ↑  Schüldt, Eric (2005-09-05): "Fredagar utan Ebba". Sverigesradio.se. Läst 30 januari 2014.
6. ↑  Dante Thomsen (15 maj 2015). ”Ebba von Sydow lämnar SVT”. Aftonbladet. http://www.aftonbladet.se/nojesbladet/tv/article20797482.ab. Läst 15 maj 2015.
7. ↑  Skoog, Helena (25 mars 2021). ”Säker stil-duon om karriären, att utmana sin stil och att jobba ihop”. www.elle.se. https://www.elle.se/mode/saker-stil-duon-ebba-kleberg-von-sydow-och-emilia-de-poret/7397683. Läst 25 november 2024.
8. ↑  Johanna Lejon (16 februari 2017). ”Ebba Kleberg von Sydow startar nytt poddprojekt”. ELLE. http://www.elle.se/ebba-kleberg-von-sydow-startar-nytt-poddprojekt/. Läst 18 april 2017.
9. ↑  Mattias Bergqvist (11 april 2011). ”Ebba Kleberg von Sydow: "Känns så overkligt"”. Expressen. Arkiverad från originalet den 13 april 2011. https://web.archive.org/web/20110413210845/http://www.expressen.se/noje/extra/1.2398653/ebba-kleberg-von-sydow-kanns-sa-overkligt. Läst 11 april 2011.